# Симпсоны (сезон 31)
Тридцать первый сезон мультсериала «Симпсоны» транслировался на телеканале Fox с 29 сентября 2019 года по 17 мая 2020 года. Сериал был продлён на 31-й и 32-й сезоны 6 февраля 2019 года.
В этом сезоне вышел юбилейный, тридцатый спецвыпуск, посвящённый Хэллоуину («Treehouse of Horror XXX»), который же стал 666-ой серией мультсериала.
В сезоне были представлены выступления гостей: Джона Малейни («The Winter of Our Monetized Content»), Джейсона Момоа («The Fat Blue Line»), Джейн Гудолл («Gorillas on the Mast»), Зака Вудс («The Miseducation of Lisa Simpson») и др.
Исполнительный продюсер Эл Джин заявил, что после смерти Расси Тейлор 26 июля 2019 её персонажи Мартин Принс, Шерри и Терри и Утер Зоркер не будут исключены из мультсериала и будут озвучиваться актрисой Грей Делайл.
Комик Пит Холмс написал сценарий к эпизоду «Warrin’ Priests», состоящему из двух частей, и принял участие в его озвучивании, что делает его третьей приглашённой звездой и одновременно сценаристом серии «Симпсонов» после Рики Джервейса и Сета Рогена.
Также:
- во время операции по поимке карманников при участии Гомера арестовали невиновного Жирного Тони («The Fat Blue Line»)[6];
- Мардж сагитировала Крисси Тайген и Джона Ледженда для осуществления образовательной программы («The Miseducation of Lisa Simpson»)[7];
- в серии «Bart the Bad Guy» Барта ошибочно приняли за неизлечимо больного ребёнка, в связи с чем он увидел фрагмент неизданного продолжения чрезвычайно популярной франшизы фильма о супергероях «Vindicator». Он использовал спойлеры как шантаж, чтобы получить то, что хочет. Когда два кинопродюсера (роли которых исполнили авторы «Marvel» Джозеф и Энтони Руссо) обнаружили, что Барт видел фильм, они ни перед чем не остановятся, чтобы сохранить тайны спойлеров. Также в серии главный исполнительный директор «Marvel» Кевин Файги исполнил роль злодея-инопланетянина Чиноса[8];
- Гомер плавал с Клетусом Спаклером от имени мистера Бёрнса («The Incredible Lightness of Being a Baby»)[9].

Первоначально серия «The Incredible Lightness of Being a Baby» должна была выйти 7 апреля 2019 года как 20 серия 30 сезона. Однако эпизод был задержан по причине того, что сюжет, ранее посвящённый роману Мэгги и Хадсона, реализован в короткометражке «Playdate with Destiny» (с англ. — «Время игр с судьбой»), которая вышла 6 марта 2020 года. Серия же стала её сиквелом и вышла 19 апреля 2020 года как 18 серия 31 сезона.
В феврале 2020 года сценарист Дэн Веббер получил премию Гильдии сценаристов США в области анимации 2019 года за серию «Thanksgiving of Horror». На эту же премию были номинированы Джон Фринк (за серию «Go Big or Go Homer») и Брайан Келли (за серию «Livin’ La Pura Vida»).
Шоу также было номинировано на премию «Выбор телевизионных критиков» за лучший мультсериал 2019 года, однако проиграло мультсериалу «Конь БоДжек».
Также тридцать первый сезон был номинирован на 3 премии «Эмми». Серия «Thanksgiving of Horror» была номинирована в номинации «Лучшая анимационная программа» в 2020 году, но проиграла серии «The Vat of Acid Episode» мультсериала «Рик и Морти». Также Хэнк Азариа и Нэнси Картрайт были номинированы за «Лучшее озвучивание персонажа» в сериях «Frinkcoin» и «Better Off Ned» соответственно. Однако они проиграли Майе Рудольф за её выступления в серии «How to Have an Orgasm» мультсериала «Большой рот».

## Список серий
| № общий | № в сезоне | Название                                                                             | Режиссёр                   | Автор сценария                                                | Дата премьеры             | Произв. код   | Зрители в США (млн) |
| --- | ---------- | ------------------------------------------------------------------------------------ | -------------------------- | ------------------------------------------------------------- | ------------------------- | ------------- | ------------------- |
| 663 | 1          | «Зима нашего монетизированного контента» «The Winter of Our Monetized Content»       | Боб Андерсон               | Райан Кох                                                     | 29 сентября 2019          | YABF19        | 2,33                |
| Когда видео о борьбе Барта и Гомера становится вирусным, они становятся знаменитостями в социальных сетях. Тем временем Лиза борется с новой индустриальной системой наказаний в школе. Приглашённые звёзды: Джон Малейни в роли Уорбёртона Паркера |            |                                                                                      |                            |                                                               |                           |               |                     |
| 664 | 2          | «Вверх или, как Гомер» «Go Big or Go Homer»                                          | Мэттью Фонан               | Джон Фринк                                                    | 6 октября 2019            | YABF21        | 5,63                |
| Гомера понижают в должности до стажёра-наблюдателя, среди которых – миллениал 35-летний Майк Вегмен, который просит Гомера стать его наставником. Однако, когда Гомер вдохновляет Майка начать собственный бизнес, их преследует мафия… Приглашённые звёзды: Майкл Рапапорт в роли Майка Вегмена, Джо Мантенья в роли Жирного Тони |            |                                                                                      |                            |                                                               |                           |               |                     |
| 665 | 3          | «Жирная синяя линия» «The Fat Blue Line»                                             | Майк Фрэнк Полчино         | Билл Оденкерк                                                 | 13 октября 2019           | YABF22        | 2,13                |
| Во время уличного фестиваля «Сан-Кастелланета» значительная часть города обнаруживает, что у них похитили кошельки. Государственный следователь проводит операцию по задержанию карманников с участием Гомера, во время которой сажает невиновного Жирного Тони в тюрьму. Шеф Виггам собирается очистить его имя, поймать настоящего преступника и показать, что он всё ещё готов к работе в полиции… Приглашённые звёзды: Джо Мантенья в роли Жирного Тони, Боб Оденкерк в роли адвоката Жирного Тони, Донн Льюис в роли Леноры Картер, Джейсон Момоа в роли самого себя |            |                                                                                      |                            |                                                               |                           |               |                     |
| 666 | 4          | «Домик ужасов на дереве XXX» «Treehouse of Horror XXX»                               | Тимоти Бэйли               | Дж. Стюарт Бернс                                              | 20 октября 2019           | YABF18        | 5,42                |
| «Danger Things» — Пародия на сериал «Stranger Things» (рус. «Очень странные дела»). 1980-е. Когда Милхаус катается на велосипеде, его утаскивают в другое измерение под названием «Под низом», и Лизу с лысой головой отправляют, чтобы спасти его. «Heaven Swipes Right» — Гомера случайно убивают до назначенной ему даты смерти. Его дух отправляется обратно с небес на Землю, чтобы примерять новые тела жителей Спрингфилда. «When Hairy Met Slimy» — Пародия на фильмы «Форма воды» и «Инопланетянин». Сельма наконец-то находит свою любовь — слюнявого инопланетянина Кэнга, которого держат в плену в лаборатории. |            |                                                                                      |                            |                                                               |                           |               |                     |
| 667 | 5          | «Гориллы на мачте» «Gorillas on the Mast»                                            | Мэттью Настук              | Макс Кон                                                      | 3 ноября 2019             | YABF20        | 2,02                |
| После поездки в аквапарк «Акватрас» Лиза заставляет своего брата помочь ей выпустить косатку в дикую природу. Барту это нравится и он решает освободить из неволи самых опасных животных Спрингфилда… Тем временем Гомер осуществляет мечту всей жизни приобрести лодку, но быстро понимает, что владение лодкой — отстой. Он пытается распределить расходы на владение лодкой, убеждая других стать совладельцами судна. Приглашённые звёзды: Джейн Гудолл в роли самой себя |            |                                                                                      |                            |                                                               |                           |               |                     |
| 668 | 6          | «Мардж — лесоруб» «Marge the Lumberjill»                                             | Роб Оливер                 | Райан Кох                                                     | 10 ноября 2019            | ZABF02        | 5                   |
| В пьесе Лизы Мардж изображается скучной матерью. Когда Мардж это понимает, она увлекается соревнованиями по лесорубному мастерству в качестве хобби (однако имеет к этому настоящий дар). Соревнования увозят её на месяц в Портленд с её тренером Паулой, которая, по беспокойству Гомера, собирается украсть её навсегда… Приглашённые звёзды: Азия Кейт Диллон в роли Паулы, Наташа Лионн в роли Софи, Джилл Собул — исполнительница песни в конечных титрах |            |                                                                                      |                            |                                                               |                           |               |                     |
| 669 | 7          | «Жить в стиле пура вида» «Livin’ La Pura Vida»                                       | Тимоти Бэйли               | Брайан Келли                                                  | 17 ноября 2019            | ZABF03        | 2,08                |
| Симпсоны присоединяются к другим семьям Спрингфилда в ежегодной поездке Ван Хутенов в Коста-Рику, которую они явно не могут себе позволить. В то время как там Мардж становится одержимой получить идеальное фото с отпуска, Гомер дружит с новой подругой Пэтти, Эвелин, а Лиза раскрывает реальную причину, по которой Ван Хутены могут отправляться в эту поездку каждый год… Приглашённые звёзды: Фортуна Феймстер в роли Эвелин |            |                                                                                      |                            |                                                               |                           |               |                     |
| 670 | 8          | «День благодарение ужасов» «Thanksgiving of Horror»                                  | Роб Оливер                 | Дэн Веббер                                                    | 24 ноября 2019            | YABF17        | 5,42                |
| «A-Gobble-ypto» — Пародия на фильм «Apocalypto» (рус. «Апокалипто»). 1621 год. Первый день благодарения, на котором невинных индеек терроризирует вторжения пилигримов… «The Fourth Thursday After Tomorrow» — Аллюзия на серии «Белое Рождество» и «Нырок» сериала «Чёрное зеркало». Гомер копирует сознание Мардж в качестве искусственного интеллекта умного дома, а затем флиртует с ней. Виртуальная Мардж возмущается «реальной» и решает её победить в борьбе за семейное счастье и свою свободу. «The Last Thanksgiving» — Будущее, последний день Благодарения. Опасная космическая миссия по спасению людей с умирающей планеты осложняется разумным клюквенным соусом, который создал Барт… Приглашённые звёзды: Чарли Брукер в роли голоса приложения социальной сети Примечание: Это последний раз, когда Расси Тейлор предоставляла голос Мартина Принса перед её смертью. |            |                                                                                      |                            |                                                               |                           |               |                     |
| 671 | 9          | «Тодд, Тодд, почему ты обрёк меня на муки?» «Todd, Todd, Why Hast Thou Forsaken Me?» | Крис Клементс              | Тим Лонг и Миранда Томпсон                                    | 1 декабря 2019            | ZABF04        | 1,99                |
| Когда Нед Фландерс узнаёт, что Тодд больше не может вспомнить лицо своей матери, он показывает своему сыну несколько старых домашних фильмов. Оживление приятных воспоминаний о матери заставляет Тодда сомневаться в вере в Бога и мальчик обвиняет Его в смерти своей матери, а затем и отвергает свою веру в Него. Это вызывает большие страдания Неду, который отправляет мальчика жить к Симпсонам, пытаясь напугать его и вернуть обратно в объятия Бога… Приглашённые звёзды: Гленн Клоуз в роли Моны Симпсон, Марсия Уоллес в роли Эдны Крабаппл (архивные записи) |            |                                                                                      |                            |                                                               |                           |               |                     |
| 672 | 10         | «Бобби, на улице холодно» «Bobby, It’s Cold Outside»                                 | Стивен Дин Мур             | Джефф Вестбрук и Джон Фринк                                   | 15 декабря 2019           | ZABF01        | 4,97                |
| Барт что-то подозревает, когда Сайдшоу Боба принимают по контракту работать Санта-Клаусом в тематическом парке развлечений в этом году. Тем временем кто-то крадёт все рождественские подарки с порогов домов людей. Приглашённые звёзды: Келси Граммер в роли Сайдшоу Боба, Скотт Бакула и Стив Балем в роли самих себя |            |                                                                                      |                            |                                                               |                           |               |                     |
| 673 | 11         | «Да здравствуют, зубы» «Hail to the Teeth»                                           | Марк Киркленд              | Элизабет Кирнан Аверик                                        | 5 января 2020             | ZABF05        | 1,81                |
| Гомер и Мардж посещают свадьбу Арти Зиффа и им становится неудобно, когда они понимают, что невеста – робот-двойник Мардж… Тем временем Лиза борется с мизогинистическими последствиями быстрой популярности, которую она получает после получения лишь половины новых зубных пластинок «Invisalign». Приглашённые звёзды: Джон Ловитц в роли Арти Зиффа и раввина |            |                                                                                      |                            |                                                               |                           |               |                     |
| 674 | 12         | «Неправильное образование Лизы Симпсон» «The Miseducation of Lisa Simpson»           | Мэттью Настук              | Дж. Стюарт Бернс                                              | 16 февраля 2020           | ZABF06        | 1,95                |
| Морской капитан находит сокровище всей своей жизни, но его забирают граждане Спрингфилда. Мардж убеждает людей на эти деньги построить STEM школу. Однако вскоре у Лизы и Гомера возникают проблемы с новой школой и компьютерным алгоритмом, который школа исполняет… Приглашённые звёзды: Зак Вудс в роли Зейна, Крисси Тайген и Джона Ледженд в роли самих себя |            |                                                                                      |                            |                                                               |                           |               |                     |
| 675 | 13         | «Фринккойн» «Frinkcoin»                                                              | Стивен Дин Мур             | Роб ЛаЗебник                                                  | 23 февраля 2020           | ZABF07        | 1,84                |
| Гомер и Мардж соревнуются, кто достоин быть героем эссе Лизы «Самый интересный человек, которого я знаю». Однако вместо них девочка выбирает профессора Фринка. Пока Лиза работает над эссе, Фринк создаёт свою криптовалюту, получив титул самого богатого человека в Спрингфилде и обогнав мистера Бёрнса. С новой известностью Фринк пытается узнать, кто его настоящие друзья. Тем временем мистер Бёрнс планирует вернуть себе титул и начинает заговор против учёного… Приглашённые звёзды: Бини Фелдштейн в роли исполнительной помощной советницы знаменитости, Джим Парсонс и Эд Джонс в роли самих себя |            |                                                                                      |                            |                                                               |                           |               |                     |
| 676 | 14         | «Барт — злодей» «Bart the Bad Guy»                                                   | Дженнифер Мёллер           | Дэн Веббер                                                    | 1 марта 2020              | ZABF08        | 1,66                |
| Барта ошибочно принимают за неизлечимо больного ребёнка, в связи с чем он увидит фрагмент неизданного продолжения чрезвычайно популярной франшизы фильма о супергероях «Vindicator» за месяц до официального выхода фильма. Он использует спойлеры как шантаж, чтобы получить то, что хочет. Когда два кинопродюсеры обнаруживают, что Барт видел фильм, они ни перед чем не остановятся, чтобы сохранить тайны спойлеров. Приглашённые звёзды: Джозеф и Энтони Руссо в роли кинопродюсеров, Кевин Файги в роли злодея-инопланетянина Чиноса, Коби Смолдерс в роли супергероини Гортензии, Таран Киллам в роли Глена Танжера/супергероя Выстрела в Воздух, Тал Фишман в роли Реактивного Человека, Джо Мантенья в роли Жирного Тони |            |                                                                                      |                            |                                                               |                           |               |                     |
| 677 | 15         | «Без экрана» «Screenless»                                                            | Майк Фрэнк Полчино         | Дж. Стюарт Бернс                                              | 8 марта 2020              | ZABF09        | 1,63                |
| Мардж вводит для всей семьи ограничения времени пользования экранами, и они легко подстраиваются под новый образ жизни. Однако Мардж осознаёт, что она сама — зависимая… Приглашённые звёзды: Вернер Херцог в роли доктора Лунда, доктор Дрю Пинский и Дэна Гулд в роли самих себя |            |                                                                                      |                            |                                                               |                           |               |                     |
| 678 | 16         | «Уж лучше Нед» «Better Off Ned»                                                      | Роб Оливер                 | Сюжет : Эл Джин Телесценарий : Джоэль Х. Коэн, Джефф Вестбрук | 15 марта 2020             | ZABF11        | 1,7                 |
| Шутка с ненастоящей гранатой приводит к угрозе изгнать Барта из Спрингфилдской начальной школы, поэтому Нед Фландерс предлагает быть его наставником в качестве компромисса. В результате Барт проводит время с Фландерсом, что положительно влияет на мальчика. Из-за этого Гомер ревнует и принимает ответные меры, наставляя Нельсона Манца. Однако героический поступок Гомера заставляет Барта пересмотреть своё отношение к отцу… |            |                                                                                      |                            |                                                               |                           |               |                     |
| 679 | 17         | «Дорога к добру» «Highway to Well»                                                   | Крис Клементс              | Кэролин Омайн                                                 | 22 марта 2020             | ZABF10        | 1,66                |
| Когда Мэгги идёт в дошкольное образовательное учреждение, Мардж решает устроиться на работу, чтобы потратить время. Дредерик Татум убеждает Мардж работать в своём новом высококлассном наркодиспансере. Тогда Гомер узнаёт, что также необходим спрос и на низкокачественный рынок. Он решает открыть собственный диспансер на базе таверны Мо, который имитирует схематическое соглашение о торговле наркотиками, что ставит в противоречие два предприятия. Приглашённые звёзды: Челси Перетти в роли Лорен, Билли Портер в роли Десмонда, Кевин Смит в роли самого себя |            |                                                                                      |                            |                                                               |                           |               |                     |
| 680 | 18         | «Невероятная лёгкость быть ребёнком» «The Incredible Lightness of Being a Baby»      | Боб Андерсон               | Том Гаммилл и Макс Просс                                      | 19 апреля 2020            | YABF13        | 1,58                |
| Мистер Бёрнс ставит перед Гомером задачу обманом завладеть гелиевой шахтой Клетуса Спаклера, который даже не догадывается о её реальной прибыльности. Тем временем у Мэгги любовь с мальчиком Хадсоном, однако Мардж проникается ненавистью к его богатой матери, из-за чего разлучает Мэгги с мальчиком, и та попадает в депрессивную спираль. |            |                                                                                      |                            |                                                               |                           |               |                     |
| 681682 | 1920       | «Враждующие священники (Части 1 & 2) » «Warrin’ Priests (Parts 1 & 2) »              | Боб Андерсон Мэттью Настук | Пит Холмс                                                     | 26 апреля 2020 3 мая 2020 | ZABF12 ZABF13 | 1,35 1,36           |
| На просьбу Хелен Лавджой о молодом пасторе отвечает Боде Райт, молодой харизматичный новый проповедник из Мичигана. Боде быстро влюбляет в себя общину Спрингфилда своим легкомысленным и либеральным подходом к религии и тем самым расшатывает дела в церкви. Изгнанный и подозревающий Преподобный Лавджой решает исследовать его таинственное прошлое… Боде восхищается почти весь Спрингфилд, кроме одного прихожанина – Неда Фландерса. Тем временем в Мичигане преподобный Лавджой раскрывает причину, по которой Боде уехал и приехал в Спрингфилд. Когда община узнаёт о его преступлении, они должны решить, изгнать ли своего нового священника… Приглашённые звёзды: Пит Холмс в роли Боде, Джо Мантенья в роли Жирного Тони, Дэвид Сильверман в роли самого себя |            |                                                                                      |                            |                                                               |                           |               |                     |
| 683 | 21         | «Омерзительные восьмилетние» «The Hateful Eight-year-olds»                           | Дженнифер Мёллер           | Джоэль Х. Коэн                                                | 10 мая 2020               | ZABF14        | 1,4                 |
| У Лизы появляется новая подруга Эдди, которая любит лошадей. Разорвав свои родственные связи с Бартом, Лиза посещает ночёвку в доме Эдди. Однако, когда последняя представляет Лизу своему окружению, состоящему из жестоких богатых девочек, они насмехаются над ней. Тем временем Гомер берёт Мардж в вечерний романтический круиз и оказывается в противоречии с кавер-группой лодки. Приглашённые звёзды: Джоуи Кинг в роли Эдди, Лили Рейнхарт в роли Беллы-Эллы, Лили Синг в роли Кенси, Камила Мендес в роли Тесса Роуз, Мэделин Петш в роли Слоун, Weezer в роли группы «Sailor’s Delight» и самих себя |            |                                                                                      |                            |                                                               |                           |               |                     |
| 684 | 22         | «Путь пса» «The Way of the Dog»                                                      | Мэттью Фонан               | Кэролин Омайн                                                 | 17 мая 2020               | ZABF16        | 1,89                |
| После того, как Маленький помощник Санты кусает Мардж, он страдает от депрессии. Семья с помощью собачьего психолога Элейн определяют травму с трагического прошлого, которое было у Маленького Помощника Санты до того, как Симпсоны его приняли… Приглашённые звёзды: Кейт Бланшетт в роли Элейн, Майкл Йорк в роли Клейтона |            |                                                                                      |                            |                                                               |                           |               |                     |